# Camu-camu
Camu-camu, também chamada de "camucamu", "caçari", "araçá-d'água", ou ainda "camocamo" (Myrciaria dubia; Myrtaceae), é uma árvore frutífera da Amazônia. Descrita inicialmente em 1823 como Psidium dubium Kunth.
A fruta ocupa o segundo lugar com alto teor de vitamina C no mundo (30 vezes mais do que a laranja) geralmente com 2800 mg/ 100g de fruto, podendo chegar a mais de 6.000 mg/ 100 g do fruto, contra uma média de 1.700 mg/ 100 g da acerola. O fruto com mais alto teor de vitamina C no mundo é a fruta australiana Kakadu plum.

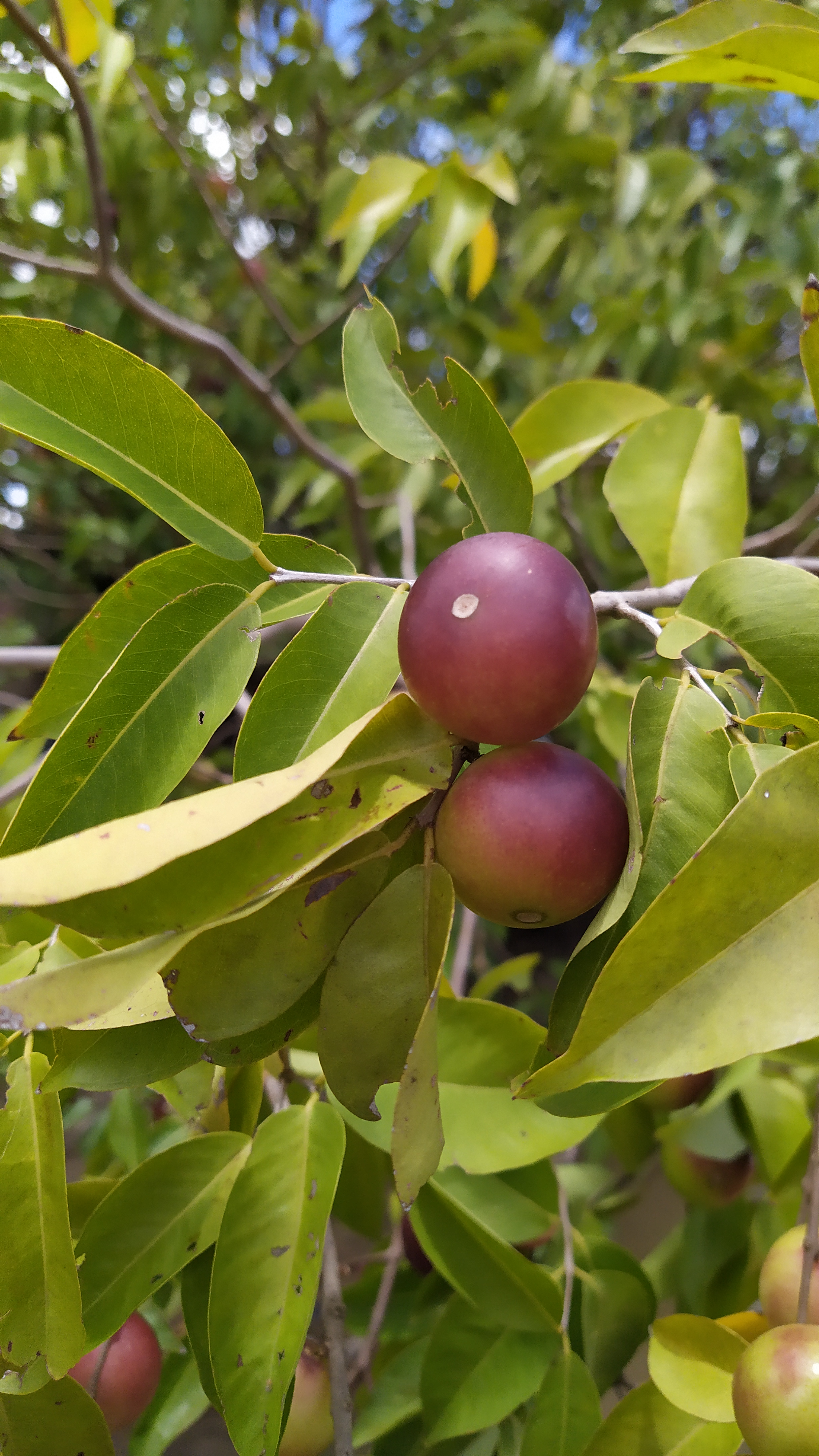
Fruto de Myrciaria dubia no rio Branco em Roraima

Em virtude do ser uma das maiores fontes de vitamina C do mundo, essa fruta é fonte de diferentes compostos bioativos e, também, uma boa fonte de minerais, a exemplo do sódio, do potássio, do cálcio, do zinco, do magnésio e do cobre. Além de possuir aplicações biotecnológicas com os coprodutos obtidos por meio da extração da sua polpa por meio do processamento destes frutos.

## Ocorrência
Bolívia, Brasil (Amazonas, Pará, Rondônia e Roraima), Colômbia, Equador, Guiana, Peru e Venezuela.

## Nutrição
Por 100 g de fruta fresca:
- Proteína 0,4 g
- Carboidratos 5,9 g
- Amidos 0,44 g
- Açúcares 1,28 g
- Fibra dietética 1,1 g
- Gordura 0,2 g
- Cálcio 15,7 mg
- Cobre 0,2 mg
- Ferro 0,53 mg
- Magnésio 12,4 mg
- Manganês 2,1 mg
- Potássio 83,9 mg
- Sódio 11,1 mg
- Zinco 0,2 mg
- Vitamina C: varia de 1.882 a 2.280 mg, dependendo da maturação.[3]

Camu-camu tem um teor de vitamina C extraordinariamente alto (na ordem de 2-3% do peso fresco, perdendo apenas para a nativa australiana Kakadu plum), e essa propriedade da fruta foi explorada no posicionamento nos mercados internacionais. O teor de vitamina C diminui à medida que a maturidade total é alcançada, com um equilíbrio entre a vitamina C e a expressão do sabor.

## Curiosidade
O camu-camu é da mesma família da goiaba e da jabuticaba.

## Bibliografia

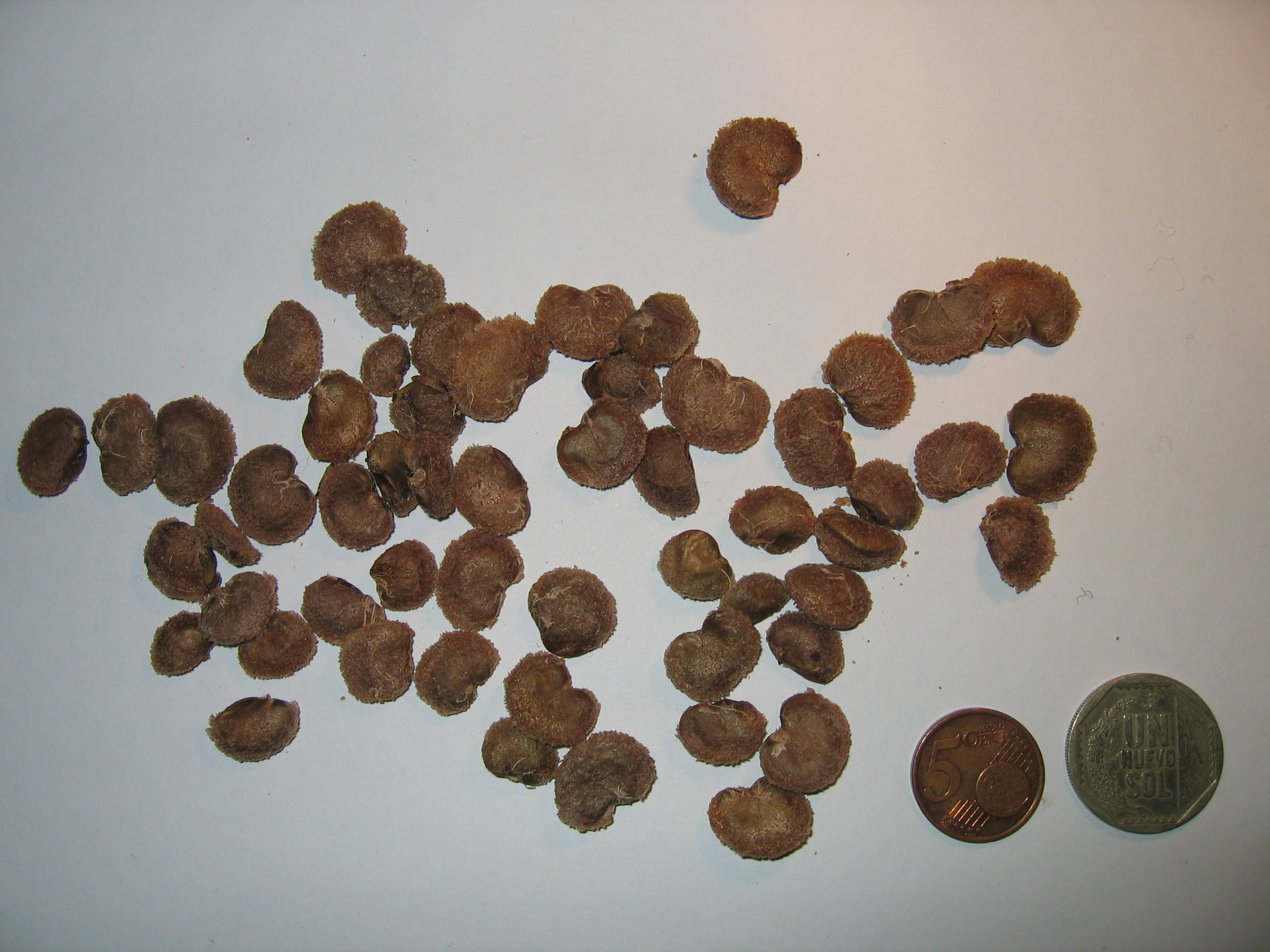
Sementes de Myrciaria dubia.